# Schlegelsberg (Obereichsfeld)
Der Schlegelsberg ist ein 461,2 m ü. NHN hoher Berg im Südeichsfeld im Unstrut-Hainich-Kreis, Thüringen (Deutschland).

## Lage
Der Schlegelsberg befindet sich am Rand der Obereichsfelder Muschelkalkplatte im westlichen Teil des Unstrut-Hainich-Kreises unmittelbar nördlich von Faulungen, südöstlich von Lengenfeld unterm Stein und südwestlich von Struth. Die Kreisstadt Mühlhausen liegt ungefähr zwölf Kilometer in östlicher Richtung.

## Naturräumliche Einordnung
Der Berg zählt nach der naturräumlichen Gliederung im Blatt Kassel zum Westlichen Obereichsfeld (Nr. 483.2), am Übergang vom Kalteneberer Stufenrandbereich (Nr. 483.20) zum Oberen Friedatalgebiet (Nr. 483.21) der Nordwestlichen Randplatte des Thüringer Beckens (Nr. 483).
Entsprechend der innerthüringischen Gliederung (Die Naturräume Thüringens) wird er der Einheit Werrabergland-Hörselberge zugeordnet.

## Natur
Das kleine Bergplateau wird landwirtschaftlich genutzt, während die nördlichen, westlichen und südlichen Berghänge bewaldet sind (Buchenmischwald mit einzelnen Eibenbeständen). Nach Nordosten geht das Plateau fließend in das Berggebiet der Rode über.
Abseits vom höchsten Punkt gibt es weitere Erhebungen, im Westen Der Stein (457,3 m) und im Südosten der Petersberg (bis 445 m). Eingegrenzt wird der Berg vom Oberlauf der Frieda im Norden und ihres linken Zuflusses Faulunger Bach im Westen und Süden.
Der Schlegelsberg liegt in folgenden Schutzgebieten:
- Naturpark Eichsfeld-Hainich-Werratal
- LSG Mühlhäuser Stadtwald
- NSG Klosterschranne und Faulunger Stein

## Besonderheiten
An der Schichtstufe der Muschelkalkplatte nach Westen sind durch Erosionen mehrere Felsbildungen entstanden, unter anderem die Faulunger Schranne, mit einer Sitzgelegenheit für Wanderer, einem großen Kreuz und einer Aussicht auf das Friedatal bis zur Gobert. Über den Berg führt ein Naturlehrpfad und am Fuße des Berges oberhalb von Faulungen befindet sich eine Marien-Grotte.